# Pinnacle-Airlines-Flug 3701
Pinnacle Airlines Flight 3701 war ein Flug der Pinnacle Airlines, auf dem am 14. Oktober 2004 eine für Northwest Airlines betriebene Bombardier Canadair Regional Jet CRJ200 nahe Jefferson City im US-Bundesstaat Missouri abstürzte. Die beiden Piloten, die auf diesem Überführungsflug alleine unterwegs waren, kamen bei der versuchten Notlandung ums Leben.

## Unfallhergang

### Informationen zu Besatzung, Flugzeug und Flugauftrag
Die Besatzung bestand aus einem 31-jährigen Kapitän und einem 23-jährigen Kopiloten. Der Kapitän hatte eine Gesamtflugerfahrung von 6900 Stunden seit 1995, davon 973 auf dem CRJ200, der Kopilot seit 2001 gesamt 761 Stunden, davon 222 auf dem CRJ200. Beide sollten die Maschine, eine Bombardier CL-600-2B19, vermarktet als CRJ200, mit dem Kennzeichen N8396A von Little Rock in Arkansas nach Minneapolis überführen. Die Maschine hatte die Seriennummer 7396 und war am 18. Mai 2000 an Pinnacle ausgeliefert worden. Zum Unfallzeitpunkt hatte das Flugzeug 10.168 Flugstunden bei 9613 Flügen absolviert. Das Startgewicht lag bei 17.842 kg und damit etwa 6.100 kg unter dem maximalen Startgewicht, der Schwerpunkt befand sich im zulässigen Bereich. Die letzten routinemäßigen Wartungsarbeiten hatten am 13. Oktober und 7. Oktober stattgefunden, dabei waren keine Abweichungen aufgefallen.

### Flugverlauf
Die Maschine startete um 21:21 Uhr CDT auf dem Little Rock National Airport (heute Bill and Hillary Clinton National Airport) und wurde zum Steigflug auf 33.000 Fuß (10.000 Meter) freigegeben. Bereits kurz nach dem Start erhöhte die Besatzung den Anstellwinkel abrupt auf 22°, was eine Beschleunigung von 1,8 g verursachte und den Stickshaker aktivierte. Dieser soll die Besatzung vor einem bevorstehenden Strömungsabriss warnen. Das Manöver wiederholte sich während des Steigfluges noch zwei weitere Male. Währenddessen wechselten die Besatzungsmitglieder die Plätze, warum, konnte nicht geklärt werden.
Um 21:36 Uhr erhielt die Besatzung die Freigabe, statt der geplanten 37.000 (11.280 Meter) auf 41.000 Fuß (12.500 Meter) zu steigen, die maximal zulässige Flughöhe des Flugzeugtyps, die im normalen Flugbetrieb jedoch nicht erreicht wurde, weil das Flugzeug beladen zu schwer für diese Flughöhe ist.
Der Aufstieg ab 37.000 Fuß wurde vom Autopiloten im vertical speed mode gesteuert. Daher versuchte der Autopilot die Steigrate konstant zu halten. Dies erfolgte jedoch zulasten der Geschwindigkeit, da die Triebwerksleistung nicht mehr ausreichte, um Steigrate und Geschwindigkeit beizubehalten. Für den Steigflug in diese Höhe wäre eine Geschwindigkeit von 250 Knoten vorgeschrieben gewesen, betrug jedoch zu Beginn des weiteren Aufstiegs nur 203 Knoten und reduzierte sich im weiteren Verlauf auf 163 Knoten.
Die außergewöhnliche große Flughöhe von 41.000 Fuß fiel einem Fluglotsen des – nun zuständigen – Area Control Centers (ACC) in Kansas auf, der das Flugzeug gegen 21:53:28 kontaktierte:
Kansas ACC: „I’ve never seen you guys up at forty one there.“
„Ich habe Euch noch nie so auf 41 (41-000 Fuß) fliegen sehen.“
Flug 3701: „we don’t have any passengers on board so we decided to have a little fun and come on up here. […] this is actually our service ceiling.“
„Wir haben keine Passagiere an Bord und wollten mal ein bisschen Spaß haben […] das [Flugfläche 410] ist übrigens unsere Dienstgipfelhöhe.“
Ab 21:54:07 bemerkte die Besatzung, dass das Flugzeug Höhe und Geschwindigkeit nicht halten konnte. Die durch die Höhe reduzierte Triebwerksleistung reichte nicht mehr aus, um das Flugzeug wieder auf eine sichere Geschwindigkeit zu beschleunigen. In welcher Gefahr sie sich inzwischen befanden, schien den Piloten jedoch noch immer nicht klar zu sein, denn um 21:54:32 kontaktierten sie den Controller für die Freigabe einer geringeren Flughöhe. Die Geschwindigkeit betrug zu diesem Zeitpunkt noch 150 Knoten (280 km/h) bei einem Anstellwinkel von 7,5°. In diesem Moment löste der Stickshaker zum ersten Mal aus und der Stickpusher wurde aktiviert. Mit diesen Funktionen hätte die Maschine die Piloten vor dem bevorstehenden Strömungsabriss warnen und die Maschine zurück in einen sicheren Flugzustand bringen können. Jedoch reagierten die Piloten auf jedes Stickpusher-Ereignis, indem sie die automatisch nach vorne gedrückte Steuersäule wieder zu sich hin zogen und damit die zu niedrige Geschwindigkeit beibehielten. Nachdem das fünfte Stickpusher-Auslösen gegen 21:54:59 manuell übersteuert wurde, stieg der Anstellwinkel auf 29°, was zu einem Strömungsabriss führte. Die Maschine kippte über die linke Seite ab. Der dadurch gestörte Lufteintritt in die Triebwerke führte zum Flammabriss und zum Ausfall beider Triebwerke. Um 21:55:06 Uhr erklärte der Kapitän Luftnotlage, währenddessen gelang es der Besatzung zunächst, das Flugzeug bei ca. 34.000 Fuß (10.360 Meter) wieder abzufangen.
Der Controller erlaubte der Besatzung einen Sinkflug auf 24.000 Fuß (7.315 Meter), ohne jedoch zu diesem Zeitpunkt zu wissen, dass beide Triebwerke ausgefallen waren. Die Besatzung startete das Hilfstriebwerk, um weiter Strom zu haben und begann, die Checkliste für das Wiederanlassen der Triebwerke durchzugehen. Dafür war eine Flughöhe von 13.000–21.000 Fuß (3.960–6.400 Meter) und eine Geschwindigkeit von 300 Knoten (555 km/h) erforderlich, wenn nicht das Hilfsaggregat zur Hilfe genommen werden sollte. Das Wiederanlassen wurde durch einen so genannten core lock erschwert. Dabei schleifen die Schaufeln der Turbine am Gehäuse des Triebwerks, weil sie sich aufgrund der Temperaturunterschiede (heiße Abgase gegenüber kalter Umgebungsluft) unterschiedlich ausdehnen. Um gute Wirkungsgrade zu erreichen, werden die Triebwerke mit sehr geringen Toleranzen gefertigt und die daraus entstehende core lock Problematik teilweise in Kauf genommen. Im Rahmen der Inbetriebnahme wurden die verwendeten Triebwerke zwar auf ihre Wiederstartfähigkeit getestet, allerdings bei höheren Geschwindigkeiten, als während des Sinkfluges erreicht worden waren.
Um 22:03:09 Uhr gab der Kapitän an den Lotsen weiter, dass ein Triebwerk ausgefallen sei und man in 13.000 Fuß (3.960 Meter) das zweite wieder starten wolle, was genehmigt wurde. Vier Anlassversuche der Triebwerke mit dem Hilfsaggregat waren in dieser Zeit nicht erfolgreich. Um 22:10 Uhr gab der Lotse der Besatzung Informationen über den nächstgelegenen Flughafen, Jefferson City Memorial Airport, die Besatzung konnte den Flughafen ab 22:14 Uhr sehen, ihn aber nicht mehr erreichen. Das letzte Geräusch vor dem Aufprall nahe einer Straße wurde um 22:15:06 Uhr vom Cockpit Voice Recorder aufgenommen.
Durch den Aufprall und ein ausgebrochenes Feuer wurde das Flugzeug zerstört, die Besatzung beim Aufprall getötet. Mehrere Garagen und Gärten wurden in Mitleidenschaft gezogen, Menschen am Boden kamen nicht zu Schaden.

## Ursachen
Die Ursache für den Flugunfall sah das NTSB ausschließlich bei der Besatzung, Probleme an der Maschine oder aufgrund des Wetters konnten ausgeschlossen werden. Besonders hervorgehoben wurden die unnötigen Belastungen des Flugzeuges im Steigflug bis zum Ansprechen des Stickshakers und des Stickpushers, das Aufsteigen auf Flugfläche 410 mit dem Vertical Speed Mode, der zwar eine Steigrate festlegt, aber bei unzureichendem Schub die Maschine überzieht sowie die falsche Reaktion auf den Ausfall beider Triebwerke, hier vor allem die zu niedrige Geschwindigkeit, die zum Festfressen der inneren Welle der Triebwerke (core lock) führte und die nicht rechtzeitige Auswahl eines geeigneten Landefeldes. Der Unfallbericht hält es für möglich, dass die Besatzung die geringe Geschwindigkeit wählte, um den Gleitwinkel der Maschine zu verbessern. So ist im Handbuch des Flugzeuges angegeben, dass der beste Gleitwinkel der Maschine bei 170 Knoten liegt, deutlich weniger als für das Wiederanlassen der Triebwerke vorgeschrieben.
Allerdings wäre die maximale Gleitzahl nicht nötig gewesen, wenn sich die Besatzung rechtzeitig für eine Notlandung entschieden hätte. Direkt nach dem Triebwerksausfall hätten sie sechs Flughäfen im Gleitwinkel erreichen können, die teilweise nur wenige Meilen abseits der Flugroute lagen. Auf einer Flughöhe von 10.000 Fuß, rund 15 Minuten nach dem Triebwerksausfall, wäre noch immer der Lee C. Fine Memorial Airport erreichbar gewesen. Fatalerweise versuchte die Besatzung jedoch den entfernteren Jefferson Airport anzufliegen.

## Trivia
Aufgrund der Umstände, insbesondere, dass sich die Besatzung selbst ohne Not in die bedrohliche Situation gebracht hatte und danach minutenlang nicht die richtigen Schritte wählte, um sich zu retten, wurden die beiden Piloten für den Negativpreis des Darwin Awards vorgeschlagen, der Menschen „auszeichnet“, die sich durch ihre eigene Dummheit bzw. Unvorsichtigkeit ums Leben gebracht haben.